# Anna Lövemark
Anna Rebecka Lövemark, född 25 september 1897 i Gillberga, Värmland, död 4 augusti 1988, var en svensk målare. Hon var gift med Johan Efraim Lövemark.
Hon studerade konst vid Liberala Studieförbundet och gjorde därefter arbetsresor till USA, Israel och Madeira. Hennes konst består av naivistiska målningar i olja.
Lövemark är representerad i Västerås konstmuseum, Stockholms kulturnämnd, Stockholms Social och Sjukhusrotel och Nynäshamns kommun.